# جندوبه
جندوبه (به عربی: جندوبة) شهری در استان جندوبه کشور تونس است که جمعیت آن در سرشماری سال ۲۰۰۴ میلادی ۴۳٫۹۹۷ نفر بوده‌است.